# Уттарадит
Уттарадит е една от 76-те провинции на Тайланд. Столицата ѝ е едноименния град Уттарадит. Населението на провинцията е 464 474 жители (2000 г. – 54-та по население), а площта 7838,6 кв. км (25-а по площ). Намира се в часова зона UTC+7. Разделена е на 9 района, които са разделени на 67 общини и 562 села.